# وليام جيه ألين
وليام جيه ألين (بالإنجليزية: William J. Allen)‏ (و. 1829 – 1901 م) هو سياسي، محام، قاض أمريكي.